# 엄팽조
엄팽조(嚴彭祖, ? ~ ?) 또는 장팽조(莊彭祖)는 전한 후기의 학자이자 관료로, 자는 공자(公子)이며 동해군 하비현(下邳縣) 사람이다. 하남태수 엄연년의 동생이다.

## 생애
안안락과 함께 수홍을 사사하였다. 수홍의 제자는 백여 명이었는데, 이들 중 엄팽조와 안안락이 가장 총명하였다.
선제 때 박사(博士)가 되었고, 관직이 하남태수에 이르렀다. 이후 고제(高第)로 좌풍익에 임명되었고, 태자태부로 전임되었다.

### 후학
수홍이 죽은 후, 엄팽조는 따로 학파를 이루어 《공양춘추》를 전수하였다. 제자로 왕중이 있었다.

## 출전
- 반고, 《한서》 권19하 백관공경표 下·권88 유림전·권90 혹리전